# Baronielaan
De Baronielaan is een oude en lange straat nabij Breda Centrum en de wijk Zandberg en Ginneken in Breda.
Het is een zijstraat van de Wilhelminastraat. In de Baronielaan bevinden zich voornamelijk grote herenhuizen. Veel daarvan zijn monumentale panden in eclectische stijl, panden in Zwitterse cottage-, chalet- en vakwerkstijl. Ook de stijl van de Engelse landhuizen, de neogotiek, art deco en jugendstil zijn aanwezig. Enkele belangrijke panden zijn Huize Trianon op nummer 228 en Villa Merula in de stijl van het neoclassicisme.
Aan het begin van de straat ligt de Heilig Hartkerk. Halverwege kruist de Baronielaan de Zuidelijke Rondweg. De Baronielaan loopt daarna door tot aan het Ginneken. In de omgeving zijn de Montessorischool en basisschool Boeimeer. De straat loopt uiteindelijk tot aan het Mastbos.
Halverwege de Baronielaan is een rondpunt, het Engelbert van Nassauplantsoen,  met in het midden tot april 2023 vier zeer oude paardenkastanjes. Wegens kastanjebloedingsziekte en schimmels moesten drie van de vier worden gekapt.
De Baronielaan is onderdeel van het beschermd stadsgezicht.
Het veelgelezen, lange gedicht Het uur U van Martinus Nijhoff uit 1935-36 is geïnspireerd op de Baronielaan.

## Geschiedenis
Oorspronkelijke naam is Boulevard Breda-Mastbosch. Op 3 juli 1905 werd de naam gewijzigd in Baronielaan.
In 1909 kocht de gemeente Breda de weg voor f 25.000,- van de Bredasche Bouwgrond Maatschappij en droeg de weg over aan de Baronielaanstichting. Tot 1925 ging de paardentram van de Ginnekensche Tramweg Maatschappij over de Baronielaan van hotel Mastbosch naar de binnenstad van Breda.
Oorspronkelijk had de Baronielaan twee gescheiden rijbanen. Op de middenberm was tussen twee rijen iepen een wandelpad.

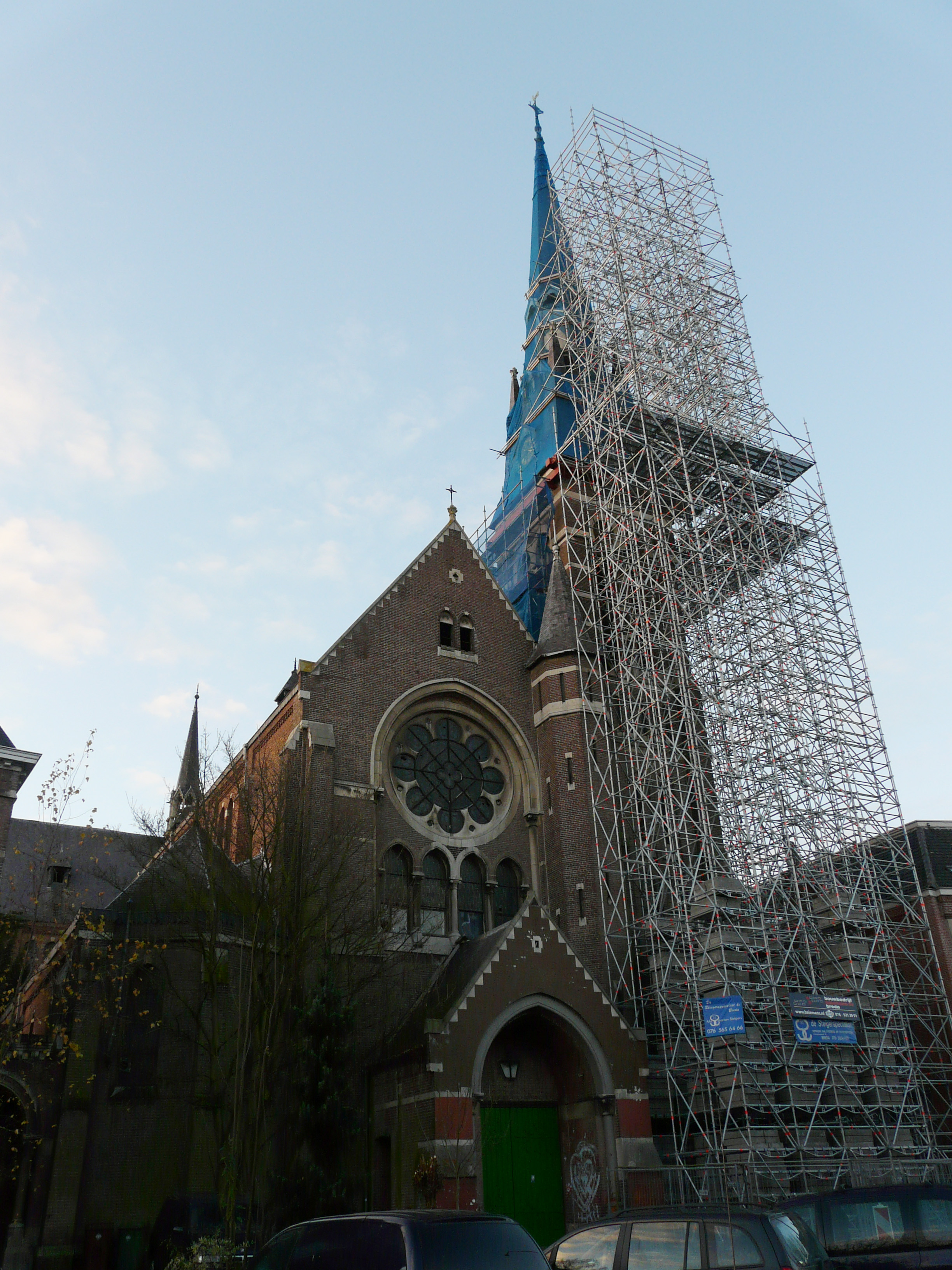
Heilig Hartkerk
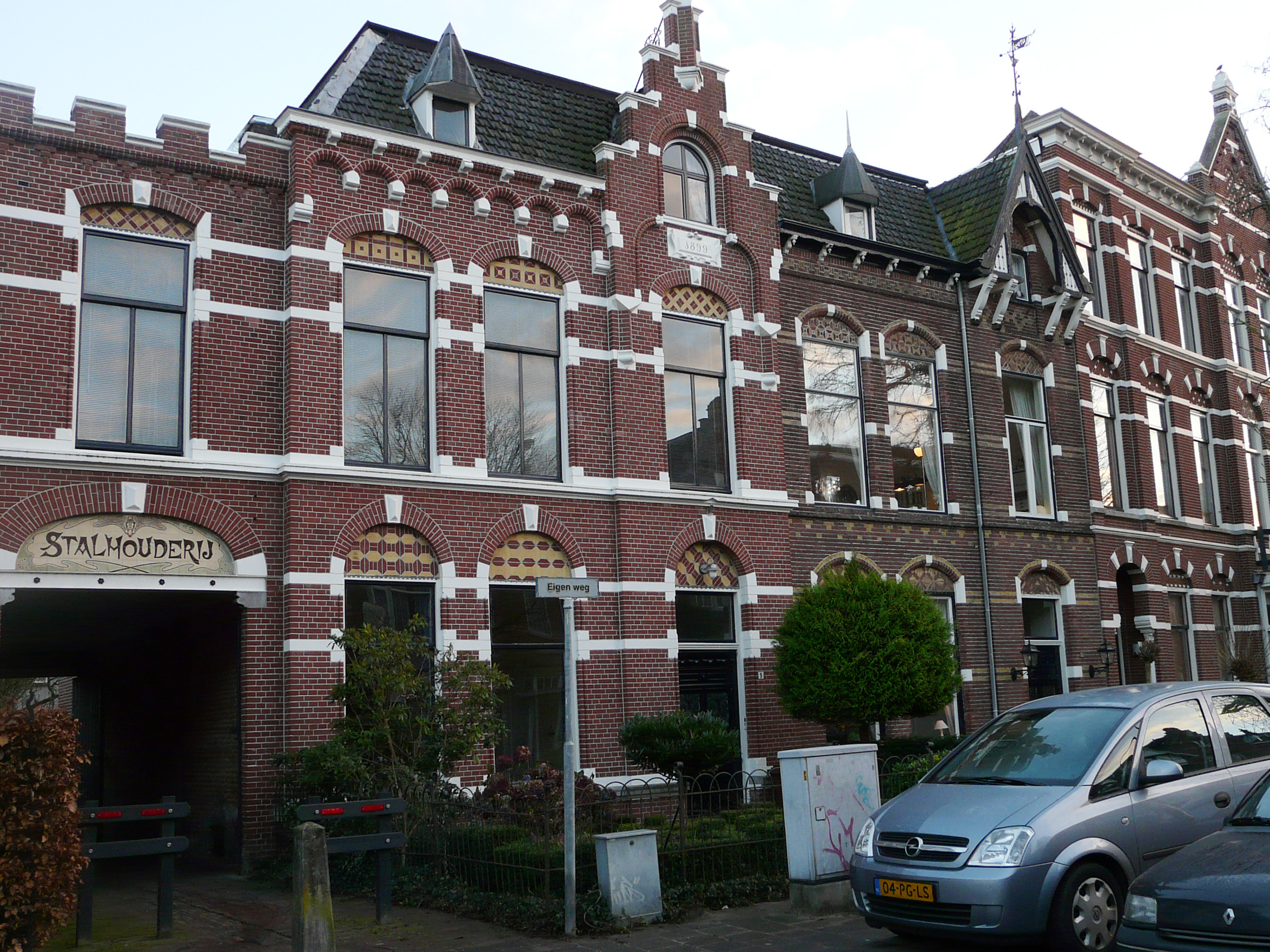
Huizen Baronielaan
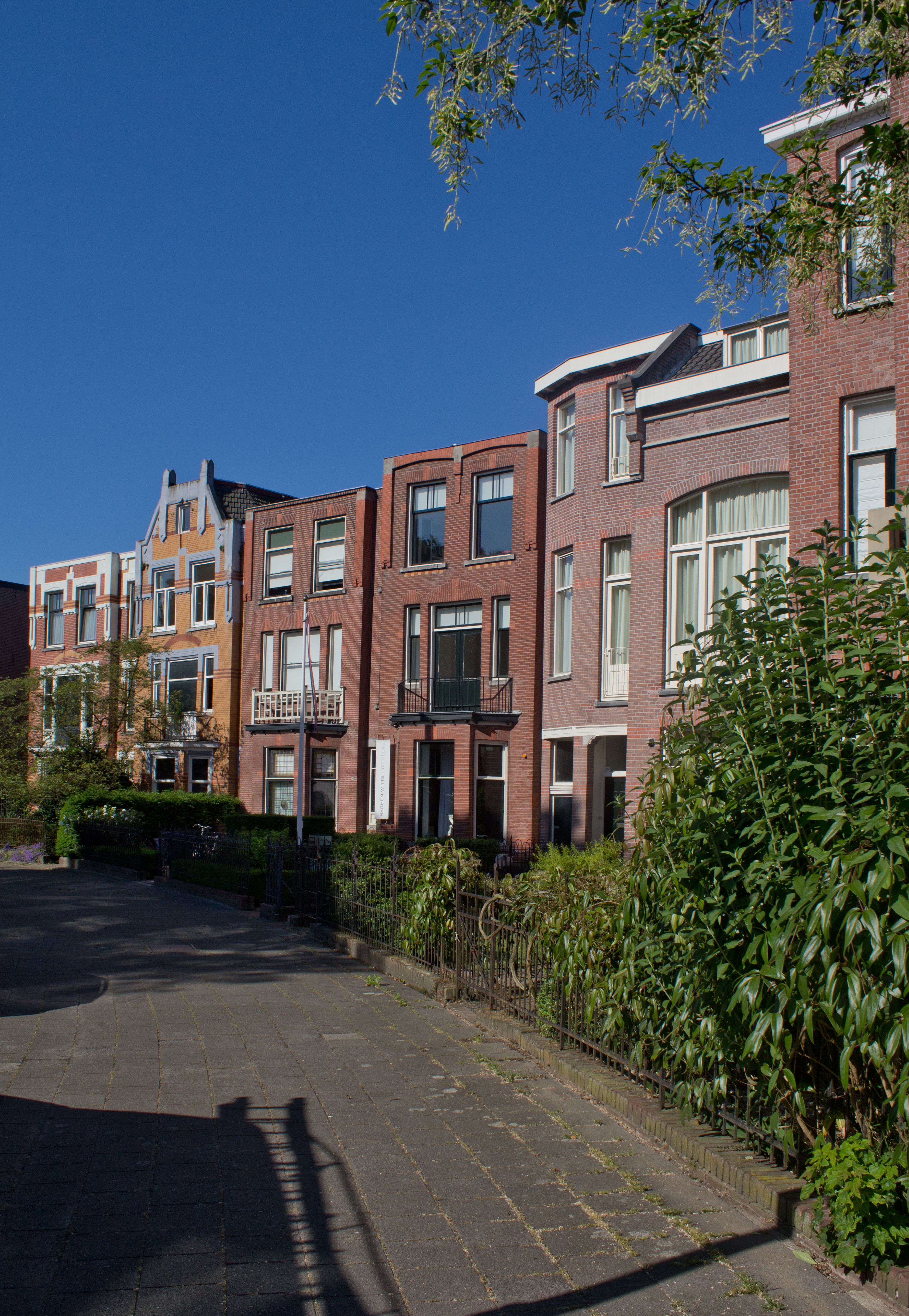
Huizen Baronielaan
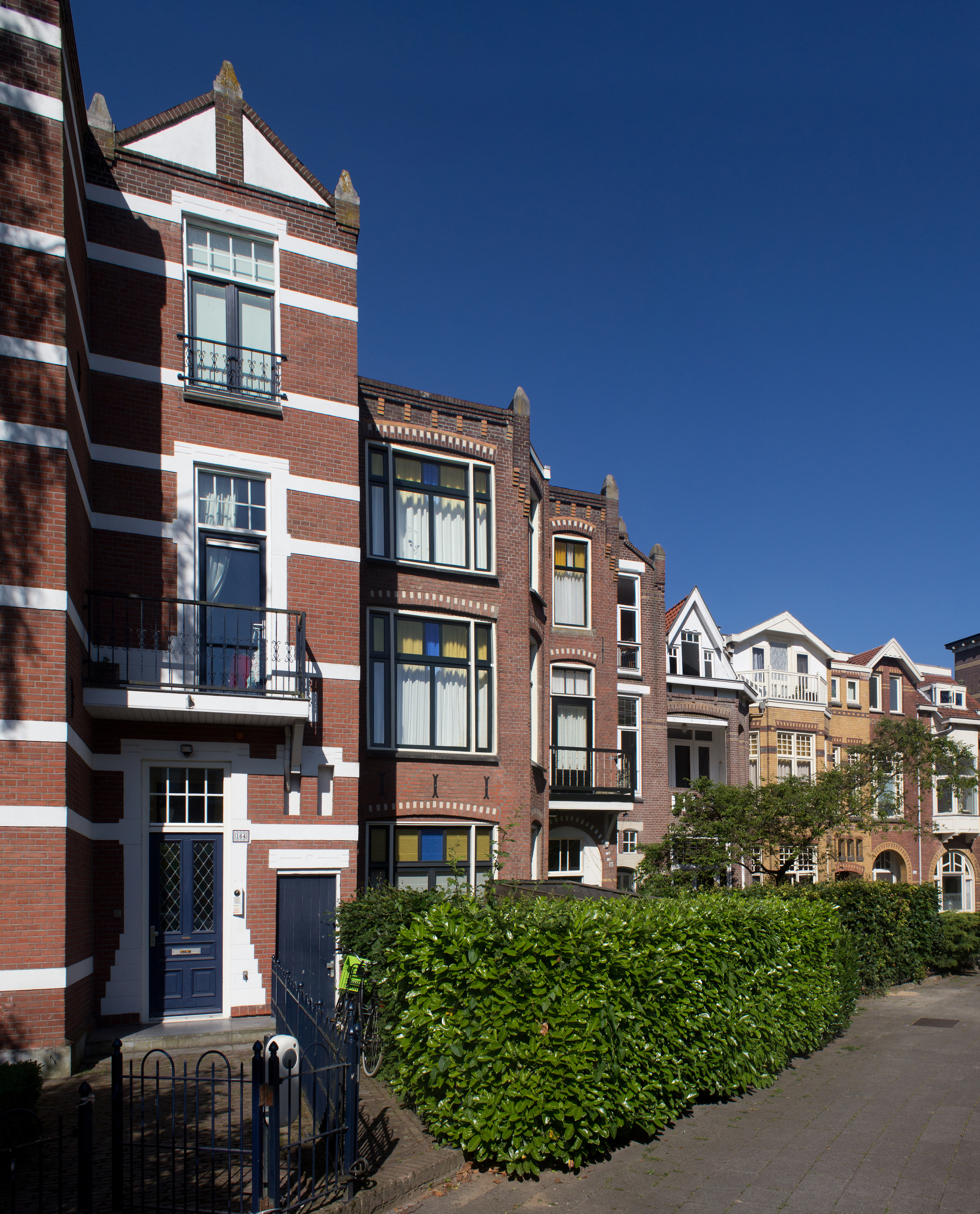
Huizen Baronielaan
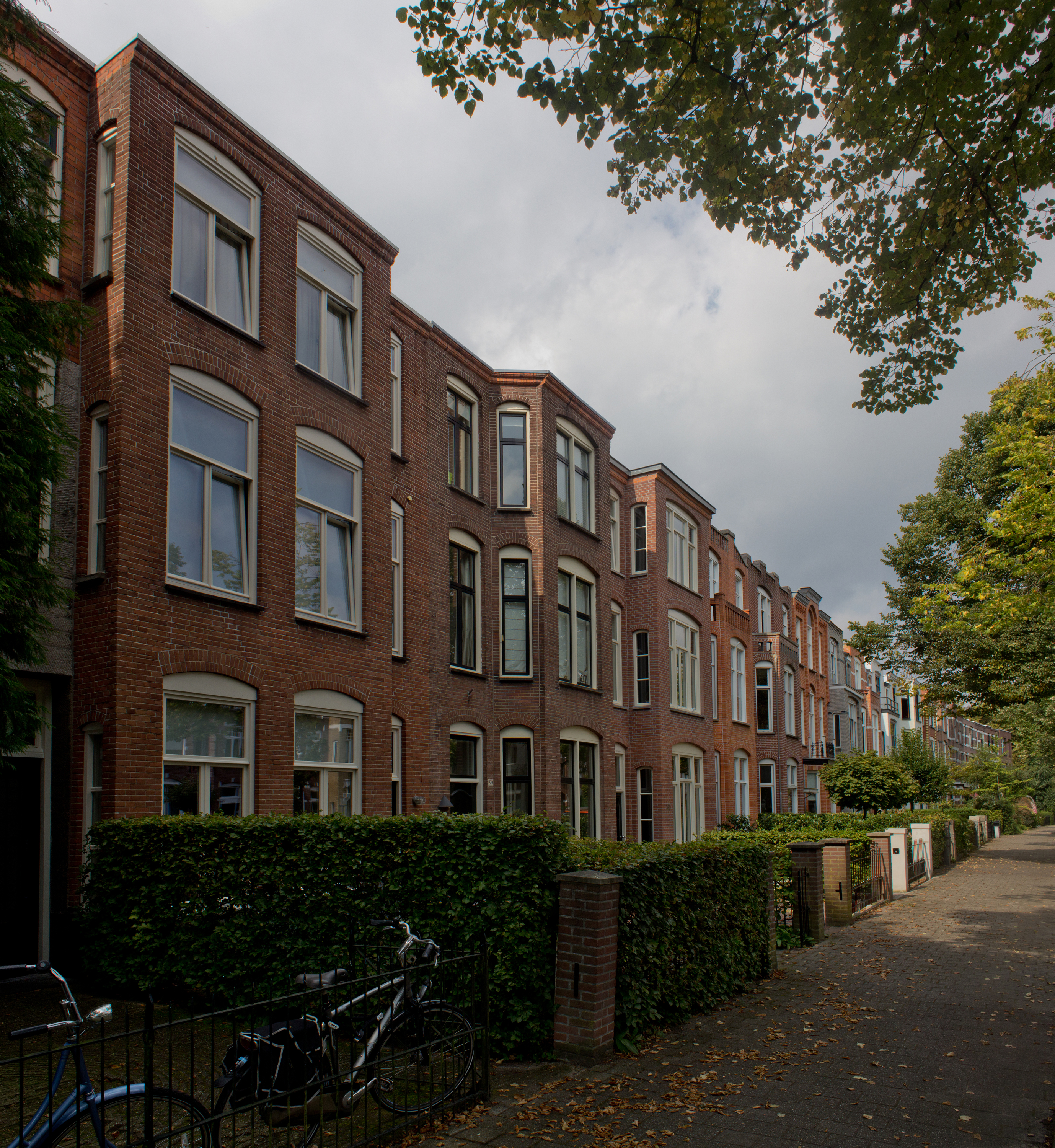
Huizen Baronielaan
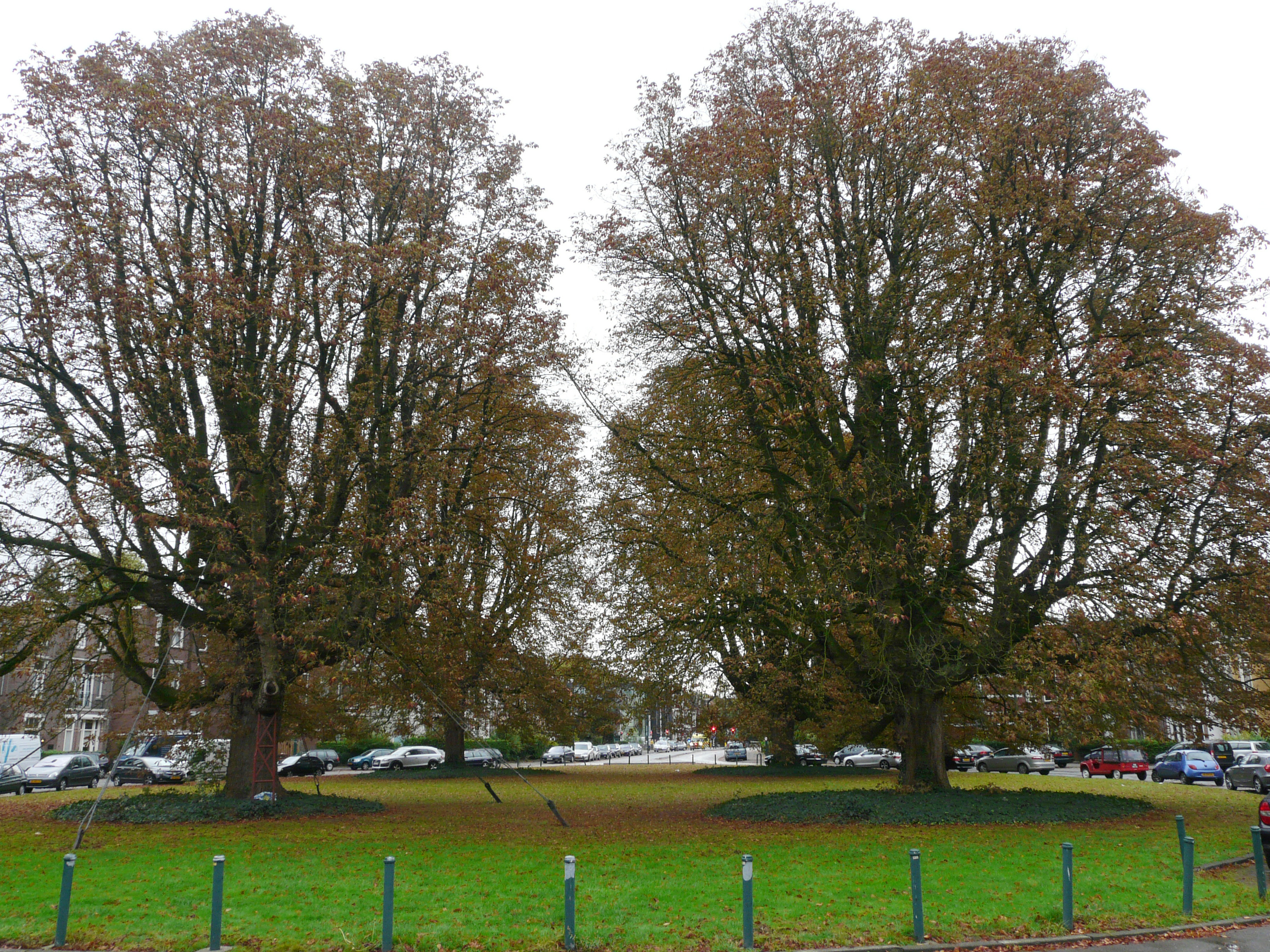
Kastanjebomen